# Jumilla
Pour les articles homonymes, voir Jumilla (DO).
Jumilla, en castillan et officiellement est une commune de la communauté autonome de la Région de Murcie en Espagne. Elle est située dans la comarque de l'Altiplano murcien, à proximité de la sierra d'El Carche.

## Géographie

Localisation de Jumilla
dans la Région de Murcie.
dans la comarque de l'Altiplano murcien.

## Économie
Jumilla possède une des plus importantes installations de ferme photovoltaïque avec une capacité de 20 mégawatts, pour 120 000 panneaux solaires qui couvrent 100 hectares, et permet d'alimenter en énergie 20 000 foyers.
Elle est aussi, avec sa voisine Yecla, un centre important d'élevage de chèvres, pour la production du lait. Et du vin est aussi produit dans la région.
- Fromage de Murcie au vin
- Vin de Jumilla

### Sources
- (en) Cet article est partiellement ou en totalité issu de l’article de Wikipédia en anglais intitulé « Jumilla » (voir la liste des auteurs).